# 용인반도체클러스터
용인반도체클러스터 일반산업단지는 용인시 처인구 원삼면 죽능리·독성리·고당리 일원에 조성되는 SK하이닉스가 투자하는 산업단지이다.

## 기타
비수도권 후보지 탈락과 수도권 규제 해제로 인해 사회적 논란을 야기했다.
용인시축구센터부지가 용인반도체클러스터 중 SK하이닉스 공장 부지에 포함되어 부지 매각 후 이전할 계획이다. 이전 부지는 양지면이 유력하다.

## 같이 보기
- 반도체 메가 클러스터